# Oleh Barna
Oleh Stepanowycz Barna (ukr. Олег Степанович Барна, ur. 18 kwietnia 1967 w Nagórzance, zm. 17 kwietnia 2023) – ukraiński działacz na rzecz praw człowieka, polityk, wojskowy. Deputowany Rady Najwyższej Ukrainy w latach 2014–2019. Honorowy Obywatel Tarnopola (2023, pośmiertnie).

## Źródła
- Барна Олег Степанович, LB.ua.
- Барна Олег Степанович, Логос Україна.